# Kurosaki Ichigo
Kurosaki Ichigo (Nhật: 黒崎 一護) là một nhân vật hư cấu trong loạt manga Bleach và các tác phẩm chuyển thể từ bộ truyện này do Kubo Taito tạo ra. Cậu là nhân vật chính của bộ truyện và nhận được sức mạnh của Shinigami sau khi gặp gỡ Kuchiki Rukia, một Shinigami được giao nhiệm vụ tuần tra Thị trấn hư cấu Karakura. Tác dụng phụ là Rukia bị mất hết sức mạnh, nhờ đó Ichigo thay thế cô nhận nhiệm vụ chiến đấu với những linh hồn ma quỷ (được gọi là Hollow) và đưa những linh hồn hoàn toàn chưa bị vấy bẩn tới một chiều không gian gọi là Linh Giới (Soul Society). Ichigo xuất hiện trong nhiều phương tiện truyền thông sau khi bộ manga ra mắt, kể cả bộ anime truyền hình, bốn bộ anime điện ảnh, hai bộ OVA, nhạc kịch rock, một số trò chơi video, light novel và phần phim điện ảnh người đóng (2018).
Kubo chia sẻ rằng anh sáng tạo ra Ichigo nhằm thay thế Rukia thành nhân vật chính của bộ truyện, vì thấy cô không phù hợp với vai trò ấy. Ở bản chuyển thể anime truyền hình, Ichigo được lồng tiếng Nhật bởi Morita Masakazu. Ở bản lồng tiếng Anh, người thể hiện giọng cho cậu là diễn viên Johnny Yong Bosch. Ở phần phim điện ảnh người đóng, người hóa thân cậu là diễn viên Fukushi Sota.
Các cây viết phê bình và các độc giả hưởng ứng tính cách của Ichigo. Cậu thường góp mặt trong cuộc bầu chọn độ nổi tiếng của nhân vật do Weekly Shōnen Jump tổ chức. Cậu liên tục được liệt là nhân vật nổi tiếng nhất trong Bleach. Cuộc bầu chọn của tạp chí Nhật Bản Newtype (2007) xếp Ichigo vào top 100 nhân vật anime được yêu thích nhất. Những cây viết đánh giá bộ truyện đã dành lời khen cho cá tính của cậu, dẫu cho một số người xem cậu là một phản anh hùng rập khuôn. Những mặt hàng thương mại dựa trên nhân vật Ichigo đã được bày bán, kể cả đồ chơi, quần áo và action figure. Tuy nhiên, các nhà phê bình không ưa những cảnh chiến đấu tệ hại của cậu ở nửa sau bộ truyện do thiếu những cảnh đáng nhớ vào giai đoạn này của bộ truyện. 

## Sáng tạo và xây dựng nhân vật
Khi đang sáng tác bộ manga, Kubo bình luận rằng ban đầu định chọn Rukia (nhân vật đầu tiên mà anh giới thiệu trong Bleach) làm nhân vật chính. Tuy nhiên, trải qua những giai đoạn phát triển truyện tiếp theo, Kubo quyết định biến cô thành một đồng minh uy tín rồi chọn Ichigo làm nhân vật chính. Tạo hình phác thảo đầu tiên của Ichigo là đeo kính, mái tóc màu đen và đôi mắt hiền hơn. Song khi đang thiết kế Rukia, Kubo lại điều chỉnh ngoại hình của Ichigo tương phản với cô: Ichigo có mái tóc màu cam, bản mặt cau có đặc trưng và không đeo kính. Ở chương đầu tiên của bộ truyện, chiếc đồng hồ đeo tay của Ichigo được phác họa dựa theo chính đồng hồ mà Kubo đeo lúc vào thời điểm này. Ở những chương sau, đồng hồ đeo tay của cậu dựng theo chiếc điện thoại di động W11K của Fukasawa Naoto. Theo lời Kubo, Ichigo cùng với Inoue Orihime là những nhân vật khó phác họa nhất. Trong lúc vẽ minh hoạ một cảnh có Ichigo, Kubo cảm thấy lúng túng khi cần vẽ nụ cười trên mặt cậu.
Kubo nhận xét rằng điểm mạnh lớn nhất của Ichigo là tính cách ân cần và chu đáo và luôn nghĩ cho người khác. Tuy nhiên, tác giả lưu ý rằng đây là điểm yếu lớn nhất của cậu, vì việc lo lắng cho bạn bè thường khiến cậu gặp nguy hiểm. Khi được hỏi trong một buổi phỏng vấn rằng liệu tác giả có ý định chú trọng vào cuộc tình tay ba giữa Ichigo, Orihime và Rukia hay không, Kubo chẳng chọn đính chính hay phủ nhận thông tin này, vì ông không muốn chú tâm đến chuyện tình cảm. Kubo cho rằng Ichigo nổi tiếng với các độc giả là vì cậu "trông thật ngầu". Anh còn nói rằng khi mọi người đọc thêm về cậu, họ sẽ phát hiện ra cậu là một người ấm áp và tốt bụng.
Sau khi phát hành hơn năm mươi tập manga, Kubo tin rằng Ichigo là nhân vật được phát triển nhiều nhất. Anh thấy rằng Ichigo là người dẫn dắt cốt truyện và đưa độc giả đến các sự kiện trong truyện. Khi tiểu phần Arrancar khép lại, Kubo tái khởi động bộ truyện và để cho Ichigo mất đi sức mạnh Shinigami của mình. Cũng giống như cách mà Ichigo trở thành Shinigami ở chương đầu tiên của truyện; cậu bắt đầu tìm cách khôi phục sức mạnh vốn có. Ở tiểu phần truyện này, Ichigo diện một bộ đồ mới sau khi phát triển sức mạnh Fullbring. Kubo muốn mang tới cho độc giả cảm giác khó chịu với thiết kế này vì nó trông giống trang phục của một nhân vật tokusatsu hơn là bộ kimono của cậu trong hình dạng Shinigami, tới mức làm họ thấy rằng nó hợp với Shinjo Ginjou hơn. Vì thế mà Kubo lưu ý rằng độc giả cảm thấy nhẹ lòng khi một lần nữa chứng kiến cậu mặc một bộ kimono trong hình hài Shinigami, dù cho nó có hơi khác với bộ đồ gốc.
Người lồng tiếng cho Ichigo lúc thiếu niên là Morita còn diễn viên Matsuoka Yuki thể hiện giọng của cậu lúc nhỏ trong bản anime. Morita cho biết Ichigo là một trong những nhân vật yêu thích mà anh từng hóa thân bên cạnh Tidus trong Final Fantasy X. Johnny Yong Bosch là người lồng tiếng Ichigo vào giai đoạn thiếu niên còn Mona Marshall lồng tiếng cho cậu vào thời thơ ấu trong phiên bản phim tiếng Anh. Trong khi nhận định rằng Ichigo là một trong những vai hay nhất của mình, Morita cũng lưu ý thêm rằng có những lúc thật khó để lồng tiếng cho cậu. Bosch yêu thích lồng tiếng cho Ichigo do cá nhân anh để tâm tới khía cạnh đạo đức của cậu. Tuy nhiên, anh gặp khó khi lồng tiếng cậu ở một số cảnh, [ví dụ như] lúc Ichigo hét rất lâu.

## Xuất hiện

### TrongBleach

Bộ sưu tập các hình dạng của Ichigo vẽ bởi Kubo Taito

Ichigo là học sinh tại Trường trung học Karakura và có khả năng nhìn thấy hồn ma. Cậu gặp một Shinigami tên Kuchiki Rukia từ tổ chức bí mật gọi là Linh Giới, những người chịu trách nhiệm đưa linh hồn sang kiếp sau. Cùng lúc ấy, gia đình Ichigo bị một con Hollow (linh hồn đã chết trở thành một con quái vật chuyên đi hấp thụ linh hồn và là kẻ thù của Shinigami) tấn công. Sau khi bị thương do cố gắng cứu mạng Ichigo khỏi đòn tấn công của Hollow, Rukia chuyển sức mạnh Shinigami của mình sang cậu để cậu có thể cứu gia đình mình. Nhiều tháng sau, Ichigo thay thế Rukia làm Shinigami để bảo vệ Thị trấn Karakura khỏi bọn Hollow, và tình bạn giữa họ tiếp tục phát triển. Quá khứ của Ichigo cũng được tiết lộ khi cậu đương đầu với Grand Fisher (Hollow đã sát hại mẹ cậu khi cậu mới chín tuổi). Đúng lúc này, Linh Giới cử hai sĩ quan cấp cao đến bắt Rukia về để quy cho cô tội chuyển sức mạnh Shinigami sang con người. Trong lúc tập huấn với Urahara Kisuke nhằm giải cứu Rukia, Ichigo kích hoạt sức mạnh Shinigami của riêng cậu và biết được tên của thanh gươm Zanpakutō là Zangetsu (斬月 (Trảm Nguyệt)). Anh đưa bạn bè đi cùng mình tới Linh Giới, họ gồm: Yasutora "Chad" Sado, Inoue Orihime và Ishida Uryū. Ichigo chạm trán với of Gotei 13, lực lượng vũ trang chính ở Linh Giới. Trên đường đến nhà tù nơi giam giữ Rukia, Ichigo đã chạm trán và lần lượt đánh bại các Shinigami khác gồm Abarai Renji, Zaraki Kenpachi và Kuchiki Byakuya (anh trai nuôi của Rukia). Ở trận đánh với Byakuya, Ichigo học được kỹ thuật Bankai, Tensa Zangetsu (天鎖斬月 (Thiên Tỏa Trảm Nguyệt)) giúp gia tăng tốc độ của cậu lên rất nhiều. Sau một trận đánh dài, cậu đánh bại được Byakuya, và anh này thú nhận lý do cố sát hại em gái mình. Đội trưởng Aizen Sōsuke (trước đó đã giả vờ chết) là thủ phạm đứng sau vụ bắt giữ Rukia và những hỗn loạn gây ra ở Linh Giới. Y rời Linh Giới và chạy trốn đến cõi Hollow là Hueco Mundo.
Không lâu sau, Aizen nhắm tới Thị trấn Karakura và đến đây với đội quân Arrancar (những Hollow giả dạng con người với sức mạnh của Shinigami) sau khi khuất phục họ. Nhằm đánh bại đám Arrancar và kiểm soát sức mạnh Shinigami, Ichigo bắt đầu tập luyện với nhóm Shinigami bị ruồng bỏ gọi là Visored. Trong cuộc xâm lược Thị trấn Karakura, cô bạn của Ichigo là Inoue Orihime bị Ulquiorra Cifer (một trong những Arrancar mạnh nhất của Aizen: The Espadas) bắt cóc. Ichigo và bạn bè tự ý đến Hueco Mundo để tìm Orihime. Sau khi đánh bại Espada Grimmjow Jaegerjaquez, Ichigo cứu được Orihime và đánh bại Ulquiorra. Ngay sau đó, Ichigo trở về từ Hueco Mundo để tới Thị trấn Karakura, chạm trán với Aizen. Trong thời gian trận chiến tạm ngừng, Ichigo học được kỹ thuật mới gọi là Saigo no Getsuga Tenshō (最後の月牙天衝 (Nguyệt Nha Thiên Xung Tối Hậu)) làm suy yếu và hạ gục Aizen, tạo điều kiện cho Urahara phong ấn y bằng vòng chắn kidō, và cái giá là Ichigo mất đi sức mạnh của mình.
Mười bảy tháng sau, Ichigo trở thành học sinh năm cuối trung học. Khởi đầu tiểu phần Lost Agent mô tả cuộc đời cậu sau khi mất đi sức mạnh. Một ngày nọ, cậu gặp Ginjō Kūgo (một Fullbringer từ nhóm Xcution). Ginjo đưa ra đề nghị tái tạo sức mạnh Shinigami cho Ichigo, đổi lại cậu giúp nhóm của anh ta trở thành người thường. Nhờ sự giúp đỡ của họ, Ichigo kích hoạt sức mạnh Fullbring riêng qua Huy hiệu Shinigami dự bị. Tuy nhiên, sau đấy Ichigo biết được Ginjo và đồng minh Tsukishima Shūkurō (một Fullbringer với năng lực thay đổi ký ức của người khác) đã lợi dụng cậu để lấy sức mạnh Fullbring cho Xcution sử dụng. Rukia vận chuyển Reiatsu của các sĩ quan cấp cấp cao thuộc Gotei 13 và những Shinigami khác thông qua một thanh kiếm đặc biệt và khôi phục sức mạnh Shinigami cho Ichigo. Ichigo chiến đấu với Ginjo với sức mạnh Shinigami mới nâng cấp và trong cuộc đấu tay đôi ấy, truyện tiết lộ Ginjo là Shinigami dự bị đầu tiên. Mặc cho đã biết sự thật, Ichigo hạ quyết tâm bảo vệ mọi người và hỗ trợ các Shinigami khác đánh bại Ginjo. Dẫu cho biết được từ Ginjō rằng Linh Giới kiểm soát và hạn chế sức mạnh của họ, song Ichigo vẫn hứa với các Shinigami là cùng kề vai sát cánh với họ.
Trong khi tuần tra Thị trấn Karakura, Ichigo nhận được thông báo về cuộc xâm lược Hueco Mundo của Wandenreich (một nhóm Quincy). Cậu cùng bạn bè đến Hueco Mundo để giải phóng vùng đất ấy khỏi Quilge Opie (một trong những sĩ quan cấp cao của Wandenreich). Sau đó, Ichigo phát hiện nhóm Quincy đang tấn công Linh Giới. Ngay sau cái chết của Tổng chỉ huy Yamamoto, Ichigo chạm trán với Yhwach (thủ lĩnh của Wandenreich). Trong trận đánh bất phân thắng bại với Yhwach, thanh Zanpakutō của Ichigo bị gãy và Yhwach rời Linh Giới. Ichigo trở lại Nhân giới, cậu biết được sự thật rằng mẹ mình là một Quincy thuần chủng; bà bị Hollow hóa do bị lây nhiễm từ White (thí nghiệm Hollow của Aizen). Rồi Isshin cứu mạng bà với cái giá là mất đi sức mạnh Shinigami của ông. Sau đấy Ichigo biết được thực thể mà cậu tin là Zangetsu, thực chất là hiện thân sức mạnh Quincy của cậu, còn sức mạnh Hollow ẩn mới là Zangetsu thật. Dẫu vậy, Ichigo vẫn chấp nhận anh ta khi lấy được Zanpakutō thật mới rèn lại ở dạng Shikai mới. Trong cuộc xâm lược lần thứ hai của Wandenreich, Ichigo và bạn bè đối mặt với Yhwach ở Điện Soul King. Ichigo bị mất kiểm soát, song Tsukishima và Orihime đã cùng cố gắng sửa chữa thanh Tensa Zangetsu thật bị hỏng của cậu. Cùng với Uryū, Renji và Aizen, Ichigo đã đánh bại Yhwach.

### Trong các tác phẩm khác
Ichigo xuất hiện ở bốn phần phim điện ảnh gồm Memories of Nobody, The DiamondDust Rebellion, Fade to Black và Hell Verse. Cậu cũng có mặt ở tất cả các bộ OVA; chiến đấu với một Hollow tên là Grand Fisher ở bộ đầu tiên và chạm trán với Shinigami giả Baishin ở bộ thứ hai. Trong loạt trò chơi video Bleach, Ichigo là một nhân vật người chơi, kể cả loạt Heat the Soul và Blade Battlers. Ở một số trò, dạng Hollow và dạng Bankai được trình bày ở các nhân vật riêng biệt. Ở Rock Musical Bleach (vở nhạc kịch dựa trên Bleach), người thủ vai Ichigo là Isaka Tatsuya. Nhân vật của anh có mặt trong hai tập từ bộ đĩa soundtrack CD Bleach Beat Collection, với các bản nhạc hiệu do diễn viên lồng tiếng cho Ichigo, Morita Masakazu sáng tác. Bộ đĩa chứa tập đầu tiên của mùa bốn (trong tập đó cậu là nhân vật duy nhất) và tập bốn của mùa phim này cùng với Rukia. Ichigo còn xuất hiện trong tập đầu tiên của bộ soundtrack CD Bleach Breathless Collection cùng với hiện thân sức mạnh Quincy của cậu.

## Đón nhận

### Độ nổi tiếng
Dựa trên các độc giả của Bleach, Ichigo luôn có thứ hạng cao trong các cuộc bầu chọn độ nổi tiếng của bộ truyện bởi Weekly Shōnen Jump. Cậu thường giành vị trí số một, chỉ trừ năm 2008 khi được xếp xuống vị trí thứ ba. Thanh gươm Zangetsu của cậu cũng xếp thứ ba trong cuộc bầu chọn độ phổ biến của Zanpakutō. Trong cuộc bầu chọn của tạp chí Nhật Bản Newtype (2007), Ichigo nằm trong số những vật nam trong anime giỏi nhất. Ở Hiệp hội quảng bá hoạt hình Nhật Bản (SPJA), Ichigo được lựa chọn là nhân vật nam anime hay nhất năm 2008. Đơn vị phân phối âm nhạc Nhật Bản Recochoku đã tiến hành hai khảo sát thường niên xem nhân vật anime nào mà khán giả muốn cưới hơn cả. Ichigo đứng thứ mười trong hạng mục "Nhân vật tôi muốn lấy làm chồng" ở cuộc khảo sát năm 2008 và đạt hạng tám ở cuộc bầu chọn năm 2009. Wizard Entertainment xem Ichigo là anh hùng hay nhất năm 2007, ấn phẩm nhận xét rằng cậu không cố trở thành người hùng điển hình song vẫn chiến đấu để bảo vệ bạn bè. Cậu còn được xếp thứ hai mươi trong "Top 25 nhân vật anime hay nhất mọi thời đại" của IGN với nhận xét xoay quanh thiết kế và cá tính của cậu. Ichigo còn có hai lần góp mặt trong các cuộc bầu chọn của Anime Grand Prix, nằm trong số những nhân vật nam nổi tiếng nhất trong anime. Tại lễ trao giải Seiyu Award đầu tiên vào tháng 3 năm 2007, Morita Masakazu giành chiến thắng hạng mục "Nam diễn viên mới xuất sắc nhất" nhờ vai Kurosaki Ichigo. Diễn viên lồng tiếng Ichigo ở bản chuyển thể tiếng Anh là Johnny Yong Bosch cũng được Anime News Network (ANN) khen ngợi với màn hóa thân giọng của Ichigo, làm cho ấn phẩm tán thưởng so sánh phần thể hiện của Bosch và Morita. Nhiều mặt hàng thương mại dựa trên ngoại hình của Ichigo đã được chế tác, kể cả action figure, đồ chơi nhồi bông và móc chìa khóa. Kể từ khi bộ truyện ra đời, các mẫu bản sao Zanpakutō và Bankai của Ichigo đã được sản xuất để đáp ứng nhu cầu tiêu thụ của người sưu tầm và người hâm mộ.

### Đánh giá chuyên môn
Nhiều ấn phẩm đánh giá manga, anime, trò chơi video và các sản phẩm truyền thông liên quan khác đã đưa ra cả những lời khen lẫn chê nhân vật Ichigo. Melissa Harper của ANN bình luận rằng những hành động nổi loạn lúc đầu của Ichigo gần như biến cậu thành một phản anh hùng điển hình, song lưu ý hóa ra cậu là một nhân vật phức tạp hơn nhiều với một quá khứ đau thương. Charles Solomon của Los Angeles Times bình luận rằng tính cách của Ichigo khác biệt nhiều so với các nhân vật chính của những truyện khác vì tính khí thất thường và xu hướng chiến đấu của cậu. Tuy nhiên, anh nói thêm rằng độc giả đọc truyện vẫn "yêu" Ichigo. Cách mà Ichigo trở thành Shinigami được Carlos Alexandre nhận định là tương đối phổ biến. Anh lưu ý rằng hình tượng Ichigo, một "chàng trai cứng cỏi với trái tim vàng", đã được thực hiện ở một số bộ truyện khác. Charles White của IGN tán dương trận đánh đỉnh cao của Ichigo với Kuchiki Byakuya là một trong những trận đánh hay nhất trong bộ truyện Bleach, và sau này Ramsey Isler dành thêm lời khen cho cả phần thiết kế lẫn lồng tiếng cho Hollow ẩn của Ichigo.
Khâu phát triển của Ichigo ở tiểu phần Giải cứu (khi mà cậu chuẩn bị cứu Kuchiki Rukia khỏi bị hành quyết) đã nhận được lời khen từ Theron Martin của ANN. Anh ca ngợi những cảnh mà Ichigo cố ngăn chặn Rukia bị hành quyết và màn thể hiện Bankai của cậu sau đấy là một trong "những khoảnh khắc bước ngoặt cực kỳ thỏa mãn trong truyện". Corrina Lawson Wired News bình phẩm rằng cô thích tinh thần trách nhiệm cao của Ichigo và cho rằng đây là một trong những lý do làm bộ truyện nổi tiếng. Tuy nhiên, tương tác đầu tiên giữa Ichigo và Rukia là đề tài phê phán của Film School Rejects, trang này bày tỏ thất vọng rằng Rukia bị tụt dốc từ một Shinigami mạnh mẽ thành nhân vật phụ yếu đuối, trong khi Ichigo trở thành nhân vật chính mang sức mạnh của cô. Anime News Network phê bình cách xử lý những tình tiết mà Ichigo đương đầu với những kẻ thù lớn nhất (Aizen và Ginjou) ở những tiểu phần sau. Trong khi tiểu phần Aizen bị cho là thiếu cao trào và có thể đem đến cho truyện cái kết hợp lý, thì tiểu phần Ginjou lại chẳng có tác tác động nào đến tính cách của Ichigo, mặc cho mối quan hệ bất ổn của họ là do những kế hoạch của Ginjou gây ra. Tương tự, ở trận đánh cuối bộ manga giữa Ichigo và các đồng minh đối đầu với Yhwach lại thiếu tính giải trí, mang lại cảm giác gấp rút do toàn bộ các nhân vật hỗ trợ cậu trong thời gian ngắn và cách mà Ichigo có thể vận dụng sức mạnh của mọi loại nhân vật trong quá trình này.
Trong thời gian xuất bản bộ manga, Kubo Taito chia sẻ rằng anh nhận được lá thư từ một độc giả quyết định đặt tên con trai anh ta là "Ichigo". Việc này vừa làm tác giả vui mừng lẫn lo sợ vì tác phẩm của anh đã tác động đến những người khác ra sao. Đồng thời, khi thấy rằng mình đã làm nên một bộ manga hay, Kubo quyết định nghiên cứu nhân vật nhiều hơn nữa với hy vọng một khi Ichigo thật trưởng thành, cậu bé sẽ thấy tự hào với cái tên của mình.